# Stade central (Homiel)
Le Stade central d'Homiel (en biélorusse : Цэнтральны стадион, et en russe : Центральный стадион) est un stade omnisports biélorusse situé à Homiel. D'une capacité de 14 307 places, il accueille les matches à domicile du FK Homiel, club évoluant dans le championnat de Biélorussie de football.